# The Best of The Ramones
The Best of The Ramones reizdanje je kompilacijskog albuma Best of the Chrysalis Years od američkog punk rock sastava Ramones, koji izlazi u svibnju 2004.g. Album se razlikuje od prethodnog po novim skladbama, omotu albuma i popisu pjesama. Objavljuje ga diskografska kuća Disky Records i nije bio dostupa u Sjedinjenim Američkim Državama.

## Popis pjesama
1. "Pet Semetary" - (Dee Dee Ramone/Daniel Rey)
2. "Don't Bust My Chops" - (Dee Dee Ramone/Joey Ramone/Daniel Rey)
3. "Ignorance Is Bliss" - (Joey Ramone/Andy Shernoff)
4. "'Poison Heart" - (Dee Dee Ramone/Daniel Rey)
5. "Anxiety" - (Marky Ramone/Skinny Bones)
6. "Take It As It Comes" - (Jim Morrison/John Densmore/Robby Krieger/Ray Manzarek)
7. "Out of Time" - (Mick Jagger/Keith Richards)
8. "Somebody to Love" - (Darby Slick)
9. "I Don't Wanna Grow Up" - (Tom Waits/Kathleen Brennan)
10. "Got A Lot To Say" - (C.J. Ramone)
11. "Sheena Is a Punk Rocker (Uživo)" - (Joey Ramone)
12. "Surfin' Bird (Uživo)" - (Al Frazier/Sonny Harris/Carl White/Turner Wilson)
13. "Cretin Hop (Uživo)" - (The Ramones)
14. "Rockaway Beach (Uživo)" - (Dee Dee Ramone)
15. "I Wanna Be Sedated (Uživo)" - (Joey Ramone)
16. "Rock And Roll Radio (Uživo)" - (Joey Ramone)
17. "Blitzkrieg Bop (Uživo)" - (Tommy Ramone/Dee Dee Ramone)
18. "Teenage Lobotomy (Uživo)" - (The Ramones)

## Vanjske poveznice
- discogs.com - Ramones - The Best Of The Ramones